# John Mayer
John Clayton Mayer je americký skladatel, zpěvák, kytarista, několikanásobný vítěz hudebních cen Grammy. Mayerovy hudební začátky jsou spojeny s akustickým rockem, po roce 2005, kdy si zahrál po boku bluesových ikon jako jsou B. B. King nebo Buddy Guy, by se jeho hudba dala popsat jako směs blues a popu (všechny ceny Grammy dostal v popových kategoriích).
Mayer je také příležitostným novinářem, píše články pro časopisy Esquire a Rolling Stone. Účastní se různých charitativních koncertů a je také aktivní v boji proti globálnímu oteplování.

## Hudební kariéra
Jeho první dvě alba Room for squares (2001) a Heavier Things (2003) si dobře vedly po komerční stránce. Mayer si těmito alby získal přízen jak z řad běžných posluchačů (v USA), tak z řad kritiky. Z alba Room for squares nutno zmínit skladby Neon (instrumentálně náročná) a St. Patric's day (textově a atmosférou velmi dobře zpracována).
Mayer se však chtěl po těchto albem částečně distancovat od své dosavadní tvorby a přiblížit se více hudebním žánrům, ze kterých vycházel jeho cit k hudbě. Tím bylo především blues, vliv Stevie Ray Vaughana, Erica Claptona, Buddyho Guye se odrazil v jeho dalším albu Try! (2005), na kterém spolupracoval pod názvem John Mayer Trio s basistou Pinem Palladinem a bubeníkem Stevem Jordanem. Album bylo méně komerčně úspěšné, kritiku si ovšem získalo velmi příznivou. V roce 2005 si John Mayer ještě zazpíval a zahrál v titulní písni Stitched Up na desce Herbieho Hancocka Possibilities.
Album Continuum (2006) bylo pro Mayera po skladatelské, produkční i zvukové stránce přelomové. Za toto album obdržel tři nominace na cenu Grammy, dvě z nich skutečně získal – v kategorii „Nejlepší mužský pěvecký výkon v kategorii pop“ za skladbu "Waiting On The World To Change" a za „Nejlepší vokální album v kategorii pop".
V roce 2009 vyšlo jeho čtvrté studiové album Battle Studies. Na následující dece Born and Raised (2012) je slyšet vliv folku a úcta k hudebním vzorům, kterými jsou například Bob Dylan, Neil Young, David Crosby nebo Graham Nash. Již v roce 2013 Mayer vydává další album Paradise Valley. Na něm se ještě více přimyká k folkovému zvuku a aranžím. Albu dominuje „geniálně jednoduchá“ píseň Paper Doll, vydaná také jako singl. Další výraznou písní alba je Who You Love, ve které se objeví Mayerova tehdejší přítelkyně a slavná popová zpěvačka Katy Perry. Skladu Wildfire (Reprise) zase doprovodil svým hlasem americký raper a zpěvák Frank Ocean.
Zatím poslední deska Johna Mayera vyšla v roce 2017 pod názvem The Search for Everything. Albu předcházelo vydání singlu Love on The Weekend a následně bylo zveřejňováno v tzv. vlnách vždy po čtyřech písních během první třetiny roku. Album bylo velmi pozitivně přijato nejen veřejností, ale i kritikou, a to zejména kvůli své pestrosti. Mayer opět sáhl k popovějším aranžím, ale zachoval si vliv blues, r&b nebo country. Album nahrával ve spolupráci s dlouholetým hudebním kolegou a významným bubeníkem Stevem Jordanem.
V roce 2018 John Mayer vypouští singl New Light, jehož inspirací byl Mayerovy podle svých slov americký pop 80. let.

## Diskografie

### Studiová alba
- Room for Squares, 2001
- Heavier Things, 2003
- Continuum, 2006
- Battle Studies, 2009
- Born and Raised, 2012
- Paradise Valley, 2013
- The Search for Everything, 2017
- Sob Rock, 2021

### Koncertní alba
- Any Given Thursday, 2003
- As/Is, 2004
- Try!, 2005
- Where the Light Is: John Mayer Live in Los Angeles, 2008

### EP
- Inside Wants Out, 1999
- The Village Sessions, 2006
- The Complete 2012 Performances Collection, 2012